# NGC 7320
NGC 7320 (другие обозначения — PGC 69270, UGC 12101, VV 288, MCG 6-49-42, ARP 319, ZWG 514.63, HCG 92A) — спиральная галактика в созвездии Пегас.
Этот объект входит в число перечисленных в оригинальной редакции «Нового общего каталога».
Входит вместе с галактиками NGC 7317, NGC 7318A, NGC 7318B и NGC 7319 в так называемый Квинтет Стефана — группу из пяти галактик, четырёх сталкивающихся и одной (NGC 7320), визуально проецирующейся на них, но более близкой к нам – NGC 7320 находится примерно в 40 миллионах световых лет от Земли. В 1970-х годах некоторые астрономы, включая Хэлтона Арпа — полагали, что расстояние до всех галактик квинтета, включая NGC 7320 — 20 мегапарсек. NIRCam телескопа Уэбба смогла различить звезды даже в ярком ядре этой галактики – старые, умирающие звезды, производящие пыль, четко выделяются на изображении NIRCam красными точками.